# رود اوئور
رود اوئور (به لاتین: Üür River) یک رود در مغولستان است که در استان خووسگول واقع شده‌است.